# 開善寺 (本庄市)
開善寺（かいぜんじ）は、埼玉県本庄市にある臨済宗妙心寺派の寺院。武州本庄七福神めぐりの布袋尊を祀る。

## 歴史
1591年（天正19年）、小笠原信嶺の開基である。信嶺は前年に主君の徳川家康より本庄領1万石を封ぜられた。そして信嶺自身の菩提寺として創建したのが当寺の起源である。寺号の「開善寺」は、父の信貴が再興した開善寺（長野県飯田市）に由来する。小笠原氏はその後も転封を繰り返し、最終的に越前勝山藩に落ち着き、勝山にも開善寺を創建している。
江戸時代の境内はかなり広く、南と東は仲町愛宕神社があるところまで、西は第二トキワ座通りまでが当寺の境内であった。明治以降に十分の一に縮小した。
当寺の墓地には、開基の信嶺と養子の信之の墓がある。

## 文化財
- 絹本着色清拙正澄画像（埼玉県指定有形文化財 昭和30年11月1日指定）[4]
- 紙本着色武田信玄公画像（本庄市指定文化財）[5]
- 開善寺境内絵図（本庄市指定文化財）[5]
- 小笠原信嶺夫妻の墓（本庄市指定文化財）[6]
- 小笠原信之の墓（本庄市指定文化財）[6]

## 交通アクセス
- 本庄駅より徒歩10分。